# Dades de panell
En estadística i econometria, el terme "dades de panell" es refereix a dades que contribueixen a una dimensió temporal amb una altra de transversal.
Un conjunt de dades que recull observacions d'un fenomen al llarf del temps es coneix com una sèrie temporal. Aquests conjunts de dades estan ordenats i la informació rellevant respecte del fenomen estudiat és la qual proporciona la seva evolució en el temps. Un conjunt transversal de dades conté observacions sobre múltiples fenòmens en un moment determinat. En aquest cas, l'ordre de les observacions és irrellevant.
Un conjunt de dades de panell recull observacions sobre múltiples fenòmens al llarg de determinats períodes. La dimensió temporal enriqueix l'estructura de les dades i és capaç d'aportar informació que no apareix en un únic tall.

## Dades de panell i sèries temporals multidimensionals
Un conjunt de dades de panell pot confondre's amb una sèrie temporal multivariant. La diferència entre unes i altres rau en el fet que les darreres: 
- Solen representar sèries més llargues.
- El número de variables en cada tall és menor.
- Responen a problemes diferents.

L'estudi de les sèries temporals depenen en alt grau de les propietats asintòtiques de la dimensió temporal i, per a fer-ho, és necessari comptar amb un número suficient d'observacions. No obstant, les dades de panell solen correspondre a sèries més curtes. Per això, des del punt de vista metodològic, la manera en què la dimensió temporal forma part de l'anàlisi de les dades de panell difereix de l'habitual en la de les sèries temporals.

## Exemples de dades de panell
Un exemple típic de dades de panell és el Panell de Cases de la Unió Europea, que recull l'evolució de desenes de milers de cases de la Unió Europea entre l'any 1994 i el 2001.
Un altre exemple pot ser el d'un conjunt de dades macroeconòmiques (PIB, PIB per capita, inflació…) d'un grup de països al llarg d'un període de 10 anys.
Un conjunt de dades de panell pot tenir una estructura similar a la reflectida en aquesta taula: 
| Individu | Període | Ingressos | Edat | Sexe |
| -------- | ------- | --------- | ---- | ---- |
| 1        | 2003    | 1500      | 27   | 1    |
| 1        | 2004    | 1700      | 28   | 1    |
| 1        | 2005    | 2000      | 29   | 1    |
| 2        | 2003    | 2100      | 41   | 2    |
| 2        | 2004    | 2100      | 42   | 2    |
| 2        | 2005    | 2200      | 43   | 2    |

Un panell pot rebre la classificació de "panell llarg" o "panell curt". Un panell curt és aquell en què el número d'individus és menor al temps (N<T), i un panell llarg és aquell en el qual hi ha més individus que períodes (N>T).

## Anàlisis de dades de panell
Un model de regressió comú per l'anàlisi de dades de panell té la forma:
{\displaystyle y_{it}=a_{i}+bx_{it}+\epsilon _{it}}
on {\displaystyle y} és la variable dependent i {\displaystyle x} és la independent; {\displaystyle a} i {\displaystyle b} són coeficients, {\displaystyle i} i {\displaystyle t} són els índexs pels individus i el temps i, finalment, {\displaystyle \epsilon _{it}} és l'error. Les hipòtesis establertes sobre aquest últim determinen que el model es consideri d'efecte fixe o aleatori.

## Software per l'anàlisi de dades de panell
La llibreria PL/M de R permet realitzar les anàlisis de conjunts de dades de panell.